# Pectinodonta maxima
Pectinodonta maxima is een slakkensoort uit de familie van de Pectinodontidae. De wetenschappelijke naam van de soort is voor het eerst geldig gepubliceerd in 1925 door Dautzenberg.